# Mayfield (Kentucky)
Pour les articles homonymes, voir Mayfield.
Mayfield est une ville du Kentucky dans le Comté de Graves. 
Selon le recensement des États-Unis de 2020, sa population était de 10 017 habitants.

## Historique

### Tornade de 2021

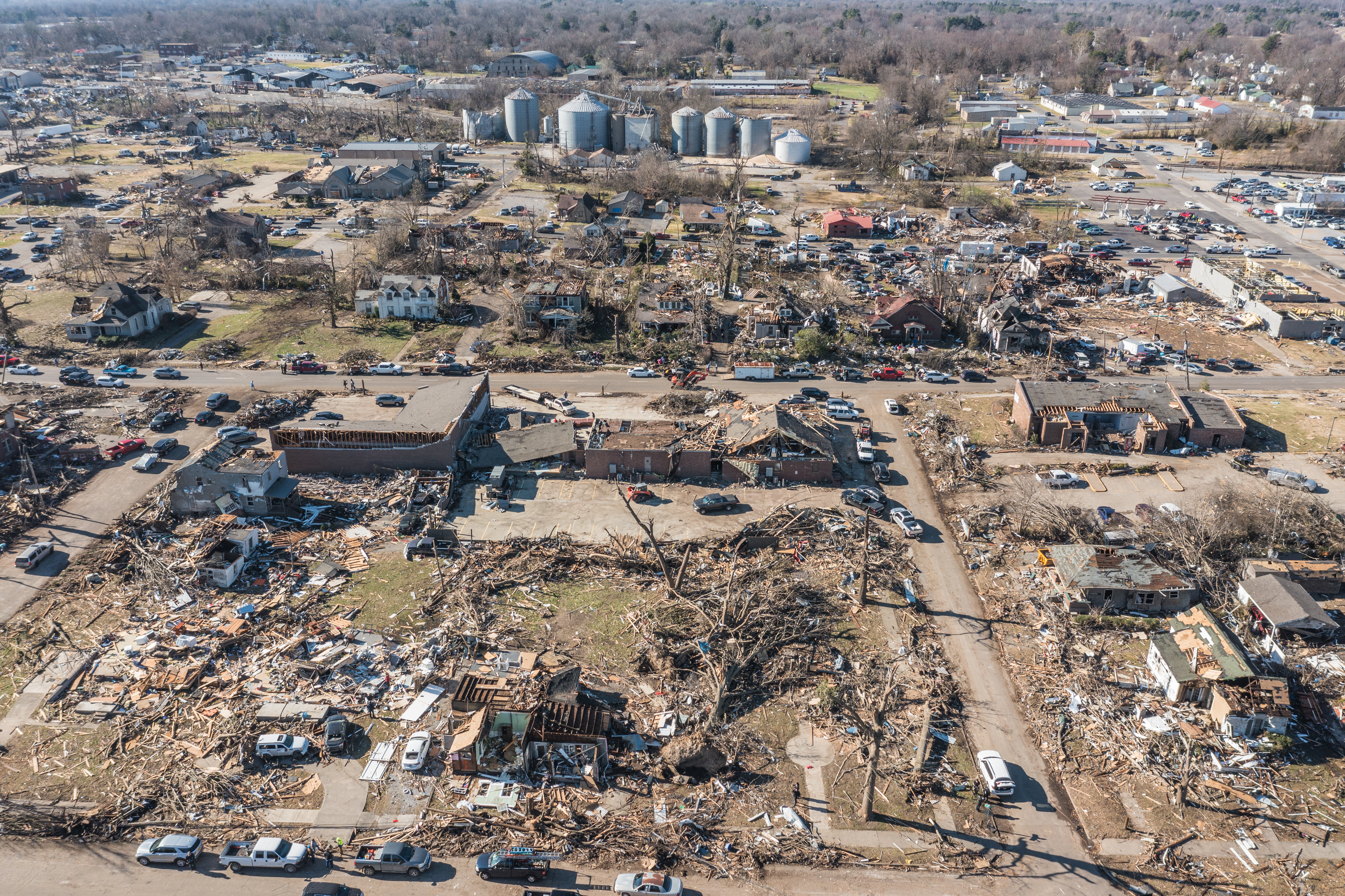
Vue aérienne de certains dégâts de la tornade de 2021.

Le 10 décembre 2021, la ville a été partiellement détruite par une tornade faisant partie d'une série de plusieurs dizaines de tornades. Il y aurait au moins 88 morts.